# 溴乙酰胺
溴乙酰胺是一种有机化合物，化学式为C2H4BrNO。它可由氯化钯和溴乙腈的配合物的水解制得。它和二甲胺反应，可以得到2-二甲氨基乙酰胺。它和吗啉在碳酸钾存在下反应，可以得到4-吗啉乙酰胺。